# Telmário de Araújo Sacramento
Telmário de Araújo Sacramento, mais conhecido simplesmente como Dinei (Salvador, Bahia, 11 de novembro de 1983), é um ex-futebolista brasileiro que atuava como atacante. Seu último clube como jogador profissional foi o Esporte Clube Vitória.
Seu apelido é uma referência ao ex-jogador Claudinei Alexandre Pires, também conhecido como Dinei, que fez sucesso no final da década de 90 atuando pelo Corinthians, pelas semelhanças físicas entre os dois.

## Carreira

### Vitória
Dinei primeiramente chamou a atenção da mídia atuando pelo Vitória, em 2008, quando chegou a disputar por algumas rodadas a artilharia do Brasileirão 2008, no início do torneio. Em 6 de julho daquele ano, foi o autor do gol mais rápido desta edição do Brasileirão, na partida em que o Vitória venceu a Portuguesa pelo placar de 2 a 1, no estádio do Canindé. O gol aconteceu aos nove segundos de jogo e foi também o segundo gol mais rápido da história do Campeonato Brasileiro.
Porém, no final do primeiro turno, uma proposta do Celta de Vigo fez com que o Atlético-PR o retirasse do elenco do Vitória e o emprestasse ao time espanhol, devido à uma cláusula em seu contrato que permitia isto. Deixou o Vitória na metade do campeonato como um dos então artilheiros da Série A, com oito gols em 14 jogos.

### Futebol espanhol e Palmeiras
Em suas primeiras partidas pelo Celta, vinha sendo titular e um dos artilheiros do time, porém, na segunda parte da temporada, admitiu estar em má fase no clube espanhol.
No início da temporada 09-10, se transferiu para o Tenerife. Nas primeiras partidas da temporada, chegou a jogar contra o Real Madrid, no Santiago Bernabéu. Disputou 23 partidas como reserva sem marcar nenhum gol pelo clube espanhol, que acabou rebaixado.
Em agosto de 2010, seu contrato encerrou com o clube espanhol e o jogador foi reintegrado ao elenco principal do Atlético-PR, mas, apenas um mês depois, foi emprestado pela sétima vez, dessa vez para o Palmeiras.

### Retorno ao Vitória
Em janeiro de 2012, Dinei acertou seu retorno ao Vitória após quatro anos. Fez sua reestreia pelo "Leão da Barra" após o retorno no dia 1º de fevereiro, empate em 1 a 1 com o Fluminense de Feira em jogo válido pelo Campeonato Baiano. Dinei vinha atuando com frequência, porém uma grave lesão no joelho esquerdo o prejudicou naquela temporada, o relegando ao banco de reservas após a recuperação, devido à grande fase vivida por Neto Baiano, na época o artilheiro do Brasil com 38 gols, e às contratações de William e Elton. No último jogo do ano, que garantiu o retorno do Vitória à Série A do Campeonato Brasileiro no ano seguinte, empate em 1 a 1 com o Ceará, Dinei sofreu mais uma lesão, agora no joelho direito.
Perdeu boa parte da pré-temporada 2013 devido a esta lesão e, quando retornou, já tinha agora a forte concorrência de Marcelo Nicácio, artilheiro do clube no ano até então, na disputa pela camisa 9. Com a lesão de Nicácio no início de abril, Dinei passou a ter mais chances e não as desperdiçou. No dia 17 de abril, marcou dois gols na goleada por 5 a 1 sobre o Mixto, resultado que garantiu a classificação do Vitória na Copa do Brasil. No dia 12 do mês seguinte, entrou definitivamente para a história do rubro-negro baiano ao marcar quatro gols em pleno Ba-Vi, o clássico contra o grande rival Bahia, na primeira partida da final do Campeonato Baiano. O jogo terminou com o placar incomum de 7 a 3 a favor do rubro-negro. Com este feito, Dinei igualou o recordista de gols marcados pelo Vitória numa só edição do clássico, o também atacante Índio, que marcara quatro vezes num Ba-Vi realizado seis anos antes.
No Brasileirão 2013, mesmo com um primeiro turno abaixo das expectativas, onde anotou apenas três gols, contra Vasco da Gama, São Paulo e Cruzeiro, respectivamente, retornou à boa fase no segundo turno da competição. Com a chegada do treinador Ney Franco, o jogador adquiriu confiança, e logo na 21ª rodada marcou dois gols na vitória de virada sobre o Náutico por 2 a 1, encerrando um jejum de seis jogos sem triunfos do Vitória. Daí pra frente, Dinei não decepcionou, foram mais onze gols marcados, sempre em partidas importantes, como contra o Corinthians na 32ª rodada, onde marcou um belo gol de voleio no empate por 1 a 1, e contra o Flamengo na 37ª rodada onde, após desperdiçar um pênalti logo nos primeiros minutos de jogo, recebeu o apoio da torcida e reagiu para marcar dois gols importantes no triunfo por 4 a 2, resultado que manteve o Vitória até a última rodada com chances de classificação para a Copa Libertadores da América.. Entrou novamente para a história do clube na 36ª rodada do campeonato, em jogo fora de casa diante do Criciúma, onde marcou o milésimo gol do Vitória na história dos Campeonatos Brasileiros, sendo posteriormente homenageado pela diretoria rubro-negra com uma camisa número 1000. Finalizou o Brasileirão com 16 gols marcados, fixando-se como o segundo maior artilheiro do campeonato e um dos jogadores mais importantes da marcante campanha do rubro-negro baiano.
Na temporada seguinte, foi novamente o principal artilheiro do Vitória na disputa do Campeonato Brasileiro, desta vez com nove gols, mas não pôde evitar o rebaixamento do rubro-negro para a segunda divisão, após derrota por 1 a 0 para o Santos em pleno Barradão. No final do ano, com o término de seu contrato, optou por não renovar com o clube, já que sua intenção é seguir para o futebol do exterior.

### Kashima Antlers
No dia 5 de janeiro de 2015, foi oficializada sua ida para o Kashima Antlers, do Japão. Porém, o clube japonês desistiu da sua contratação após ser identificada uma lesão no menisco do joelho direito durante os primeiros exames médicos. Noventa e oito dias e uma cirurgia de menisco depois, Dinei é novamente jogador do Kashima Antlers, o mais brasileiro dos times da J-League. No Japão desde o princípio de abril, Dinei assinou em 28/04/2015 um pré-contrato com a equipe japonesa para a temporada 2015. Ele utilizará a camisa número 9.

### São José
Em 2022, após a compra do São José pelo Grupo Zaffari, o treinador Sebastião Melo convocou Telmário. Ao longo de seus 3 anos, Dinei acumulou gols e boas memórias ao lado de seus novos amigos Tiago Pedra e Márcio Lima.

### Aposentadoria
Em outubro de 2022, numa bonita homenagem da diretoria do Vitória, realizando um jogo festivo de despedida (Vitória x Amigos de Dinei), o atacante marcou 3 gols, sendo ainda exibidas pelo clube em seu estádio, imagens no telão relembrando os feitos do atacante, com atuações e gols importantes na carreira. Ao final da partida, ele foi aplaudido por torcedores do Vitória, amigos e companheiros de profissão, presentes no Estádio Manoel Barradas. Ídolo do "Leão da Barra", Dinei anunciou sua aposentadoria do futebol, aos 38 anos.

## Títulos
Atlético Paranaense
- Campeonato Paranaense: 2005
- Copa Paraná: 2003

Noroeste
- Campeonato Paulista do Interior: 2006

Vitória
- Campeonato Baiano : 2013

### Outras conquistas
Atlético Paranaense
- Copa Sesquicentenário do Paraná: 2003

Celta de Vigo
- Troféu Memorial Quinocho: 2008, 2009
- Troféu Cidade de Vigo: 2008, 2009
- Copa Xunta da Galícia: 2008

São José
- Campeonato Gaúcho: 2022

## Campanhas de destaque

### Vitória
- Vice artilheiro do Brasileirão: 2013 (16 gols)[22]

São José
- Artilheiro Campeonato Gaúcho: 2022 (15 gols)
- Artilheiro Brasileirão Série C: 2022 (21)